# Colomb de la lune
Colomb de la lune est un roman de René Barjavel publié en 1962.

## Résumé

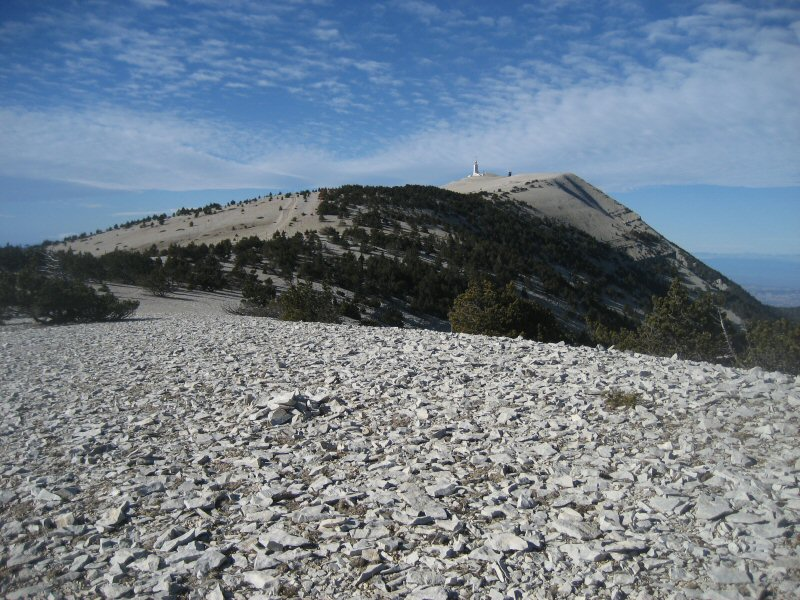
Le sommet du mont Ventoux.

Les Français ont décidé d'envoyer un homme sur la Lune. Pour cela le mont Ventoux est transformé en base spatiale et dix-sept hommes sont mis en hibernation afin de se préparer au trajet. Mais seul un d'entre eux effectuera le voyage : Colomb - comme Christophe Colomb. Parallèlement sa femme se découvre une nouvelle passion amoureuse et se consacre jour et nuit à son jeune amant, presque maladivement.

## Analyse
Colomb de la lune est un roman court d'environ 200 pages. Il peut se diviser en plusieurs parties distinctes, racontées de façon entremêlée par Barjavel, comme pour inciter le lecteur à trouver le fil qui peut les unir :
- la mission lunaire ;
- les amours de la femme de Colomb ;
- le rêve de Colomb ;
- plus d'autres petites parties (sœur et vie familiale de Colomb, zéro absolu...).

Le roman joue sur plusieurs registres (poésie, conte, roman, science, etc.) et revient sur les thèmes philosophiques favoris de Barjavel, dont la critique à l'égard de la science (un grand projet, un peu fou, qui réunit en un lieu clos et isolé les plus grands spécialistes mondiaux, comme dans Le Grand Secret et La Nuit des temps). On peut retrouver les mathématiques considérées comme un langage universel qui permet de tout expliquer dans l'univers (on retrouve cette thèse dans Le Grand Secret par exemple). Enfin l'amour - thème également cher à Barjavel - est au cœur de ce roman et des préoccupations de Barjavel. Ici, la science et l'amour s'opposent.